# Saint-Léger-les-Mélèzes
Saint-Léger-les-Mélèzes là một xã của tỉnh Hautes-Alpes, thuộc vùng Provence-Alpes-Côte d’Azur, đông nam nước Pháp.